# Richard Clayderman
Richard Clayderman, nascut el 28 de desembre del 1953 a París com a Philippe Pagès, és un pianista conegut com a intèrpret de música lleugera.
Actualment és reconegut com un dels pianistes més reeixits des d'un punt de vista comercial a nivell mundial, amb més de 70 milions de discs venuts (267 d'or i 70 de plata) i més de 600 concerts al voltant del món. Malgrat ser un artista popular i comercialment reeixit, sovint Clayderman és criticat pels amants del piano clàssic o popular, del jazz, pels crítics, melòmans i artistes, per la seva tècnica poc desenvolupada i les seves interpretacions fàcils i comercialment accessibles d'obres clàssiques molt aclamades (incloent reduccions de les peces). Segons aquests entesos, el fet que Clayderman mai no hagi enregistrat íntegrament peces musicals complexes, o arranjaments difícils, demostra el seu pobre domini del piano.
Va començar els seus estudis de piano de molt petit de la mà del seu propi pare que era un mestre i professor de música i de piano. Als 12 anys va ingressar en el conservatori de música. Als 16 anys hi va obtenir el primer lloc al mèrit d'entre tots els seus companys. Els seus primers passos com a músic professional van ser com a pianista sessionista per a poder pagar-se els estudis de capacitació i perfeccionament. Gràcies a això i al seu talent, va ser sessionista de Michel Sardou, de Thierry LeLuron i de Johnny Hallyday.
L'any 1976 un productor de gravacions musicals va convocar a una prova per a la gravació discogràfica d'algunes balades a 20 pianistes. Richard Clayderman va ser el músic escollit. Fou l'inici de la seva popularitat.
La peça «Ballade pour Adeline», composta per Paul de Senneville, el va llançar a la fama mundial. Aquest senzill va vendre uns 22 milions de còpies en més de 30 països. Actualment té gravades més de 1.500 peces musicals diferents.

## Curiositats
El grup uruguaià Exilio Psiquico va compondre el tema "Clide" en el seu honor.
El programa d'humor La hora chanante li va dedicar unes imitacions en els seus programes número 30 (desembre del 2004) i 31 (gener de 2005).
El 2007 va aparèixer en un anunci del Renault Megane GT, interpretant un obstacle a la carretera.